# Regional Air Lines
Regional Air Lines was een Marokkaanse luchtvaartmaatschappij met haar thuisbasis in Casablanca. Zij voerde binnenlandse vluchten uit en vluchten naar regionale bestemmingen in Spanje en Portugal. De luchtvaartmaatschappij is opgegaan in Air Arabia Maroc.

## Geschiedenis
Regional Air Lines is officieel in 1996 opgericht.
In 2008 is Regional Air Lines gestopt met haar vluchten en is samengegaan met Air Arabia tot Air Arabia Maroc. RAM Express heeft de regionale vluchten die uitgevoerd werden overgenomen.

## Bestemmingen
Regional Air lines voerde tot 2008 lijnvluchten uit naar:
Binnenland:
- Agadir, Al Hoceima, Casablanca, Errachidia, Essaouira, Fez, Ifrane, Nador, Oujda, Ouarzazate,Tan Tan, Tanger, Tetouan, Zagora * al-Ajoen, Dakhla.

Buitenland:
- Gran Canaria, Lissabon, Málaga, Valencia.

## Vloot
De vloot van Regional Air Lines bestond uit :
- 3 ATR 42-600